# Rąpice
Rąpice (niem. Rampitz) – wieś w Polsce położona w województwie lubuskim, w powiecie słubickim, w gminie Cybinka.
Miejscowość położona jest na drodze lokalnej Cybinka – Rąpice – Maszewo, w pobliżu rzeki Odra.
W miejscowości działał klub piłkarski Ludowy Klub Sportowy „Odra” Rąpice, który wycofał się z rozgrywek B-klasy na półmetku sezonu 2021/2022.
W latach 1954-1972 wieś była siedzibą gromady Rąpice. W latach 1975–1998 miejscowość administracyjnie należała do województwa zielonogórskiego.

## Zabytki
Do wojewódzkiego rejestru zabytków wpisany jest:
- dwór, z połowy XIX wieku

inne zabytki:
- kościół z początku XX wieku
- zabudowania folwarczne z XIX wieku.